# Вєра Подганьова
Вєра Подганьова (словац. Viera Podhányiová, 19 вересня 1960) — словацька хокеїстка на траві.
Срібна призерка Олімпійських Ігор 1980 року.